# Équilibre partiel
En économie, le concept d'équilibre partiel est un équilibre économique restreint à un seul marché. Un raisonnement en équilibre partiel suppose donc que l'on considère comme négligeables les effets induits sur le reste de l'économie par l'allocation des facteurs de production issue de l'équilibre sur le marché considéré.

## Définition et emplois

### Définition
L'équilibre partiel constitue le concept d'équilibre économique le plus fréquent dans la recherche économique. L'équilibre partiel est alors défini comme le vecteur de prix (en général un seul prix) qui égalise l'offre et la demande sur le seul marché considéré.

### Exemple
Prenons l'exemple d'un marché pour un bien {\displaystyle A}, dont l'offre est définie par la fonction de profit agrégée {\displaystyle \Pi (q_{A})=p_{A}.q_{A}-c.q_{A}^{2}}, et la demande par la fonction {\displaystyle D(q_{A})=U-p_{A}}.
La condition du premier ordre de maximisation du profit donne la fonction d'offre réduite :
{\displaystyle q_{A}^{O}={\frac {p_{A}}{2.c}}}
L'équilibre partiel est alors le prix qui égalise l'offre et la demande,
{\displaystyle {\frac {p_{A}}{2.c}}=U-p_{A}\Leftrightarrow p_{A}^{e}={\frac {2.c.U}{1+2.c}}}

## Difficultés
Le raisonnement en équilibre partiel est légitime pour des marchés dont l'ampleur est limitée au regard de l'économie dans son ensemble. Il devient plus problématique pour des marchés dont l'équilibre influence profondément tous les autres marchés. Il convient alors d'effectuer un raisonnement en équilibre général, qui prenne en compte les effets sur les autres marchés de l'équilibre sur le marché considéré, et réciproquement les effets des autres marchés de ces effets induits, etc.
Par exemple, il est probablement abusif de raisonner en équilibre partiel si on envisage le marché du pétrole. La fixation de l'équilibre sur ce marché a des effets puissants sur toutes les industries utilisant cette source d'énergie, affectant l'équilibre sur chacun de ces marchés. En retour, ces modifications conduisent les industries à modifier leur demande en pétrole. Si elles sont assez importantes, ces modifications affectent la demande sur le marché du pétrole lui-même, conduisant à un autre équilibre.